# Gahnia melanocarpa
Gahnia melanocarpa är en halvgräsart som beskrevs av Robert Brown. Gahnia melanocarpa ingår i släktet Gahnia och familjen halvgräs. Inga underarter finns listade i Catalogue of Life.